# Зиппель, Дэвид
Дэвид Джоэл Зиппель (англ. David Joel Zippel; род. 17 мая 1954, Истон) — поэт-песенник, режиссёр и продюсер американского музыкального театра.

## Биография
Зиппель родился и вырос в Истоне, штат Пенсильвания. Влюбившись в театр в детстве, Зиппель впервые сформулировал стремление своей жизни стать лириком и режиссёром в средней школе. Будучи студентом Пенсильванского университета, он написал слова для акционерного производства «причудливого политического мюзикла» под названием «Rotunda» (с англ. — «Ротонда») (который ненадолго показывался в Вашингтоне, округ Колумбия), прежде чем окончил университет со степенью бакалавра искусств. в 1976 году. Памятуя о трудностях достижения успеха в театре, прежде чем посвятить себя такой карьере, Зиппель сначала получил степень доктора юридических наук из Юридического факультета Гарвардского университета, окончив её в классе 1979 года (вместе с такими светилами в области права, как бывший сенатор Расс Фейнголд от Висконсина и Джон Робертс, председатель Верховного суда США). Однако даже в Гарварде Зиппель продолжал преследовать свои настоящие амбиции, написав несколько поп-песен с певицей Памалой Стэнли, которая появилась на её дебютном альбоме 1979 года «This Is Hot», и сотрудничая над тремя песнями с Уолли Харпером, музыкальным руководителем Барбары Кук, чьё исполнение песен в Карнеги-холле в 1980 году ознаменовало собственный театральный дебют Зиппеля в Нью-Йорке.

### Карьера
Театральные работы и награды:
- Как лирик/сценарист
  - Город ангелов (1989), оригинальный мюзикл с либретто Ларри Гелбарта[англ.] и музыкой Сая Коулмана. Премия «Тони» за лучшую музыку[англ.] (победа); Премия «Драма Деск» за лучшие слова[англ.] (победа); Премия «Грэмми» за лучший музыкальный альбом актёрского состава[англ.] (номинация)
  - До свиданья, дорогая[англ.] (1993), мюзикл основанный на сценарии 1977 года Нила Саймона с музыкой Марвина Хэмлиша. Премия «Драма Деск» за лучшие слова (номинация)[2]
  - Женщина в белом[англ.] (2004), адаптация романа Уилки Коллинза с музыкой Эндрю Ллойда Уэббера, либратто Шарлотты Джонс. Премия «Тони» за лучшую оригинальную музыку[англ.] (номинация)
  - Liza's at The Palace....[англ.] (2009), сценарий написан вместе с Лайзой Миннелли, специальные слова с музыкой Джона Кандера и Билли Стритча[англ.].
  - Геркулес[англ.] (2019), адаптация одноимённого мультфильма Disney с музыкой Алана Менкена.
  - Золушка[англ.] (2020), новая адаптация классической сказки; с музыкой Эндрю Ллойда Уэббера, либретто Эмиральды Феннел.
- Как зачинатель/режиссёр
  - «Принцессы» (2004), слабо вдохновленные «Маленькой принцессой» Фрэнсис Ходжсон Бёрнетт. Зиппель задумал и снял; либретто Билла и Черри Штайнкелльнер[англ.], музыка Мэттью Уайлдера. Мюзикл был создан в Театре 5-й Авеню[англ.], Сиэтл, Вашингтон, в августе 2005 года после «разрабатывающего» производства в Театре Нормы Террис[англ.] Goodspeed Musicals[англ.] осенью 2004 года.[3]
- Как продюсер
  - Спамильтон: Американская пародия[англ.] (2016), внебродвейская пародия Джерарда Алессандрини[англ.] на бродвейский мюзикл Лин-Мануэля Миранды, «Гамильтон».[4]

#### Кино и телевизионные работы и награды
- Как лирик/сценарист
  - Тематическая песня для ситкома Салон Вероники[англ.] (1997), с участием Кёрсти Элли

Зиппель написал слова для песен мультфильма «Принцесса-лебедь» (1994) с музыкой Лекса де Азеведо и исполнил поющий голос лягушки Жан-Прыга. Он также написал слова для песен фильмов Disney «Геркулес» (1997) с музыкой Алана Менкена (их песня «Go the Distance» была номинирована на премию «Оскар» за лучшую оригинальную песню) и «Мулан» (1998) с музыкой Мэттью Уайлдера. Музыка и слова песен были номинированы на премию «Оскар» за лучшую оригинальную музыку к музыкальному или комедийному фильму и премию «Грэмми» за лучшую песню, написанную специально для кино или телевидения и выиграли премию «Энни» за за лучшую музыку в анимационном полнометражном фильме. Вместе с Лексом де Азеведо, Аланом Менкеном и Мэттью Уайлдером он был номинирован на премию «Золотой глобус» за лучшую оригинальную песню за песни «Far Longer Than Forever», «Go the Distance» и «Reflection» соответственно. В 2006 году он снялся в независимом документальном фильме своего агента Ричарда Крафта «В поисках Крафтленда».
«Pamela’s First Musical» (с англ. — «Первый мюзикл Памелы»), написанный вместе с Коулманом и Венди Вассерштейн и основанный на детской книге Вассерштейн, получил свою мировую премьеру на концерте в Ратуше в Нью-Йорке 18 мая 2008 года.
В 2011 году Зиппель написал слова песни «Star-Spangled Man» исполненной в фильме «Первый мститель». Алан Менкен сочинил музыку для песни, которая была нежной насмешкой песен Ирвинга Берлина 1940-х годов.